# Dyacopterus brooksi
Dyacopterus brooksi är ett däggdjur i familjen flyghundar som beskrevs av den brittiske zoologen Oldfield Thomas 1920. Fram till 1960-talet listades populationen till arten Dyacopterus spadiceus.
Arten når en kroppslängd (huvud och bål) av 116 till 120 mm, en svanslängd av 17 till 20 mm och en vikt av 86 till 91 g. Den har 81 till 83 mm långa underarmar och 19 till 21 mm stora öron. Ansiktet kännetecknas av en nästan naken nos med korta rörformiga näsborrar. På läpparna förekommer stora vårtor. De gråbruna öronen är spetsiga på toppen. Huvudets topp är täckt av korta gråbruna hår och på ryggen förekommer brun päls. Pälsen på strupen och bröstet är ljusbrun och den blir krämfärgad fram till buken. Typiskt är gula tofsar på varje sida av halsen. Artens flygmembran har en mörkgrå färg och klorna vid tårna saknar pigment. Dyacopterus brooksi har liksom andra släktmedlemmar tandformeln I 2/2, C 1/1, P 2/3, M 1/2.
Arten äter fikon och andra frukter. En hona med aktiva spenar hittades i oktober.
Denna flyghund förekommer endemisk på Sumatra. Arten vistas främst i skogar i låglandet. Djuret är ganska sällsynt och dessutom hotas flyghunden av skogsavverkningar. IUCN listar Dyacopterus brooksi som sårbar (VU).